# Alex Turk
Alex Turk (Roelofarendsveen, 8 januari 1975) is een Nederlandse striptekenaar, bekend van Mevrouw de Heks en Timo.

## Biografie
Alex Turk begon op jonge leeftijd met het publiceren van strips in lokale bladen, schoolkranten en eigen uitgaven. Halverwege de jaren 1990 begon hij fanatiek met het plaatsen van strips in landelijke amateurstripbladen als Bikkel, Insanity, Intelligent en De stripper. Daarnaast maakte hij voor TCN10 tv-krant iedere week een strip.
In 1999 ging hij, samen met Jan Dirk Barreveld, René Leisink, Rob Derks, Michiel van de Vijver en later Robbie Vermeulen, in het landelijke, gratis dagblad  Metro de wisselstrip maken. Hiervoor gebruikte hij zijn bekendste creatie Mevrouw de Heks. Mevrouw de Heks was hierdoor elke vrijdag te zien in de krant en verwierf zo landelijke bekendheid. Alex sloot zich enige tijd aan bij de stripstudio Zwarte Handel van Maaike Hartjes en publiceerde ondertussen in verschillende bladen, als het Duitse Kiss Comics en Atrium, het maandblad van de Haagse Hogeschool. Hij deed diverse reclameopdrachten en maakte een serie wenskaarten, die in Nederland via de EXPO werden verkocht. Daarnaast werkte hij voor de stichting Teken Mijn Verhaal, dat bekende striptekenaars verhalen van gehandicapte kinderen liet uittekenen. In 2003, 2004 en 2005 stond hij, met het stripcollectief NuKomix op het  Lowlands festival. In 2005 kwam er na 6 jaar een einde aan de wisselstrip, toen de striptekenaars het niet eens werden over een nieuw contract bij Metro.
Alex startte in 2004 twee jeugdstrips: Katie en Timo, die gepubliceerd werden in respectievelijk Kidsweek en Kidsweek Junior. 
Van Timo verscheen in 2007 het album Gefeliciflapstaart! bij uitgeverij Catullus van Jean-Marc van Tol. In 2008 verscheen hier ook het album Mevrouw de Heks kan het iedereen aanraden. In september 2008 kreeg Alex voor het album Gefiliciflapstaart! de Stripschappenning voor het beste jeugdstripalbum van 2007. In 2010 stopte de strip Katie, toen Kidsweek overging in 7Days. Timo verscheen vervolgens in het naar Kidsweek omgedoopte Kidsweek Junior. Het tweede deel van Timo Goed bezig! verscheen in 2012 bij zijn eigen uitgeverij Oeros. Nog hetzelfde jaar verscheen een derde album van Timo, Vette avonturen, bij de nieuwe uitgeverij Strip2000, gevolgd door een vierde deel, Hoog en droog in 2014. Dit vierde album werd wederom genomineerd voor een Stripschapspenning en de nieuwe publieksprijs vernoemd naar tekenaar Peter de Smet.

## Belangrijkste strips
- Doezel de Muis - Deze strip verscheen aanvankelijk op TCN10 tv-krant en is later in boekvorm verschenen.
- Mevrouw de Heks - Deze strip begon als opvolger van Doezel de Muis op TCN10 tv-krant en verscheen later in Metro, StripNieuws en Atrium. De strip gaat over een heks, die tevens lerares is op een basisschool, en haar nichtje Gerda. Belangrijkste bijfiguren zijn de moeder van Mevrouw de Heks, het humormonster, de schooldirecteur en Floppo de Clown.
- Simon Roekert/Simon Lehman - Deze strip verscheen in het Duitse stripblad Kiss Comics, toen dit blad werd opgeheven stopte ook deze reeks.
- Timo - Deze strip gaat over het konijn Timo, die met zijn vrienden in het bos allerlei grappige avonturen beleeft. Deze strip verschijnt wekelijks in Kidsweek Junior.
- Kabouter Wijsneus - Deze strip gaat over kabouter Wijsneus. Dit personage uit de strips van Timo heeft sinds 2009 een eigen verhaallijn gekregen.
- Katie - Deze strip gaat over het meisje Katie, dat zich worstelt door verliefdheden, lastige broertjes en schoolproblemen. Deze strip stond van 2004 tot 2009 wekelijks in Kidsweek.

## Belangrijkste publicaties
- Mevrouw de Heks: Pas op voor Mevrouw de Heks (1996; eigen beheer)
- Doezel de Muis: Zaklopen (1996; Leidse Stripshop)
- Mevrouw de Heks: Reisverhalen (1997; eigen beheer)
- Mevrouw de Heks: Help! (1998; eigen beheer)
- Onschuldig sprookje (1998; eigen beheer)
- On air (1998; eigen beheer)
- Mevrouw de Heks: Moederliefde (1999; eigen beheer)
- Mevrouw de Heks: #5 (2001; eigen beheer)
- Mevrouw de Heks: 2001 (2002; eigen beheer)
- Mevrouw de Heks: 2002 (2003; eigen beheer)
- Mevrouw de Heks: Rocks (2004; eigen beheer)
- Timo 1: Geliciflapstaart (2007; Catullus)
- Mevrouw de Heks #1 (2008;  Catullus)
- Timo 2: Goed bezig! (2012; Oeros)
- Timo 3: Vette avonturen (2012; Strip2000)
- Timo 4: Hoog en droog (2014; Strip2000)
- MWDHX 2 (Mevrouw de Heks; 2020)